# Ivan Zvijerac
Ivan Zvijerac (Torčec, općina Drnje, 9. 10. 1958. - )
Osnivač, tajnik (od 1996.) i predsjednik (od 2004.) Društva za povjesnicu i starine Torčec. Arheolog amater, organizirao financiranje i koordinirao provedbu niza arheoloških istraživanja. Posebice se brinuo o prikupljanju slučajnih arheoloških nalaza s podravskih šljunčara. Suautor nekoliko stručnih i znanstvenih radova iz arheologije te monografija (Torčec, Đelekovec). Uz muzej u Torčecu kojega je osnovao, utemeljio je i vlastitu kulturno-povijesnu zbirku koja jos čeka otvaranje za javnost. Suradnik je Muzeja grada Koprivnice. Bio je vijećnik u općinskom vijeću Drnje. Osnivač je Društva braća Radić u Torčecu. Objavljivao je članke u suautorstvu u vodećim hrvatskim arheološkim časopisima.